# ريك فان دير مير
ريك فان دير مير (بالهولندية: Rick van der Meer)‏ (14 يونيو 1997 - ) هو لاعب كرة قدم هولندي في مركز الدفاع. لعب مع نادي أوترخت.

## روابط خارجية
- ريك فان دير مير على موقع قاعدة بيانات كرة القدم.إي يو (الإنجليزية)
- ريك فان دير مير على موقع Soccerway.com (الإنجليزية)
- ريك فان دير مير على موقع عالم كرة القدم.نت (الإنجليزية)